# 天国と地獄 (随筆)
『天国と地獄』（原題 Heaven and Hell）は、1956年に出版された、オルダス・ハクスリーによる哲学的な随筆である。題名は、ウィリアム・ブレイクの著書『天国と地獄の結婚』に由来する。この随筆は、輝く色鮮やかな、また幾何学的な幻視や物質、幻覚剤、芸術絵画、詩、深遠な体験との関係や解釈について論じている。天国と地獄とは、ハクスリーが比喩として、「知覚の扉」を開くときに起こりうる2つの対極する神秘体験を指しているものである。1976年に今村光一が日本語訳を行っている。
ハクスリーは対蹠地（たいせきち、あちら側の意味）という言葉を用いて到達できる意識の領域を説明し、そこへは瞑想、苦行、断食、ビタミン欠乏などによって到達できるとし、あるいは、その目的にLSDやメスカリンのような化学物質を使うことでより長く深く入ることができる。彼のいう「旧世界」である日常的な意識しか知らない者から見れば奇妙だが、ヒマラヤ山脈にこもった仏教徒のミラレパも、苦しみを感じるためではなく、意識の対蹠地である「新世界」、あるいは楽園を訪れるために実践している。現代では、神秘家を受け入れる余地のない世界観を持つ者も増え、またひと昔とは異なり、人間の正常な機能を変化させるような栄養不足を起こすことが減っているという化学的な生活環境の変化も生じている。現代的に解釈すると、過去には自らに深刻な障害を残すような危険性がある方法で、望むような心理状態を起こすための化学的な変化を起こしていた。しかし、現代の知識の水準ではそのような危険を冒さずに、直接的に化学的な作用によって望む変化を起こすことができるため、過去の方法は豚を焼くために家を燃やしてしまったというほど無意味なことのように見えるはずである。
先の1954年の『知覚の扉』は、ハクスリーの初めてのメスカリンの体験についての記録と考察である。

## 版
英語
- The Doors of Perception and Heaven and Hell, 1954, 1956, Harper & Brothers
  - 1977 Harpercollins (UK), mass market paperback: ISBN 0-586-04437-X
  - 1990 Harper Perennial edition: ISBN 0-06-090007-5
  - 2004 Harper Modern Classics edition: ISBN 0-06-059518-3
  - 2004 Sagebrush library binding: ISBN 1-4176-2859-6

日本語
- オルダス・ハックスレー 著、今村光一 訳『知覚の扉・天国と地獄』河出書房新社、1976年3月。 NCID BN12996648。 『知覚の扉』も収載。
- オルダス・ハックスレー 著、今村光一 訳『知覚の扉・天国と地獄』河出書房新社〈現代思想選〉、1984年5月。ISBN 9784309707174。 NCID BN0296035X。 『知覚の扉』も収載。